# WATER COLORS
『WATER COLORS』（ウォーター・カラーズ）は川添智久の2枚目のアルバム。1994年12月15日、日本フォノグラムより発売された。

## 解説
「CROSS RAIN 〜眠れぬ夜を越えて〜」は師匠である富倉安生がベースソロを行っている。

## 批評
CDジャーナルは「基本的にシンプルで弾けるロックンロール・ナンバーが中心となっている。特に優れた面が窺えるわけではないが、彼自身の側面を知りたい人には興味が持てる1枚」と評した。

## 収録曲
- 全作曲：川添智久　編曲：川添智久・神長弘一

1. WONDERFUL DAYS
作詞：田村直美
2. 見えない明日を拒めない
作詞：田村直美
3. Oh! Yes キスをしようよ
作詞：高井良斉
  - 朝日放送・テレビ朝日系『八神くんの家庭の事情』オープニングテーマ
4. FOUR YEARS AFTER
作詞：桜井りお
5. 君が教えてくれた
作詞：森雪之丞
6. OUT OF ROMANCE
作詞：森雪之丞
7. BUT YOU'RE BAD BOY'S GIRL
作詞：原真弓
8. 純情ってなんだい?
作詞：渡瀬マキ
9. 僕自身の価値観
作詞：田村直美
10. CROSS RAIN 〜眠れぬ夜を越えて〜
作詞：桜井りお

## レコーディング参加
- 川添智久 - ボーカル、ギター、ベース
  - 神長弘一 - プログラミング
  - 為山五朗 - ギター
  - 宮崎よしお - ギター
  - 平川達也 - ギター
  - 富倉安生 - ベース
  - 小柳昌法 - ドラム
  - 佐藤達哉 - キーボード
  - 乃澤大二郎 - キーボード
  - 前野知常 - キーボード
  - 相沢公生 - キーボード
  - 山本拓夫 - サックス
  - 村田陽一 - トロンボーン
  - 田村直美 - コーラス
  - 大井圭子（DELTA） - コーラス
  - 小野寺昭敏 - コーラス